# Ludwik Ziobrowski
Ludwik Ziobrowski (ur. 7 sierpnia 1905 w Warszawie, zm. 9 czerwca 1946) – podpułkownik piechoty Polskich Sił Zbrojnych.

## Życiorys
Ludwik Ziobrowski urodził się 7 sierpnia 1905 w Warszawie. Był synem Waleriana.
Od 12 września 1923 do 1 lipca 1924 był uczniem 54. klasy Szkoły Podchorążych, a w latach 1924–1926 uczniem Oficerskiej Szkoły Piechoty w Warszawie. 27 lipca 1926 Prezydent RP mianował go podporucznikiem ze starszeństwem z dniem 15 sierpnia 1926 i 37. lokatą w korpusie oficerów piechoty, a minister spraw wojskowych wcielił do 6 pułku piechoty Legionów w Wilnie. 15 sierpnia 1928 został awansowany na porucznika ze starszeństwem z dniem 15 sierpnia 1928 i 62. lokatą w korpusie oficerów piechoty. 27 czerwca 1935 został awansowany na kapitana ze starszeństwem z dniem 1 stycznia 1935 i 224. lokatą w korpusie oficerów piechoty. W 1939 dowodził 3. kompanią. Według Stanisława Truszkowskiego była to najlepsza kompania w 6 pp Leg. „To ona miała przywilej noszenia sztandaru pułku i ona maszerowała na czele podczas uroczystości wojskowych”. Wspomnianą kompanią dowodził także w kampanii wrześniowej.
Od 1940 był więziony w Obozie NKWD w Griazowcu. Po uwolnieniu pełnił służbę 13 pułku piechoty. 15 grudnia 1941 został awansowany na majora. Od 25 marca 1942 był zastępcą dowódcy tego oddziału. 25 października tego roku został dowódcą 10 batalionu strzelców. W marcu 1943 został zastępcą dowódcy 13 Wileńskiego batalionu strzelców. Od listopada 1943 był dowódcą 14 Wileńskiego batalionu strzelców. W tym czasie został awansowany na stopień podpułkownika. Uczestniczył w bitwie o Monte Cassino.
Zmarł tragicznie 9 czerwca 1946. Został pochowany na Polskim Cmentarzu Wojennym w Bolonii (miejsce 16-F-5, ekshumowany).
Według Stanisława Truszkowskiego popełnił samobójstwo dochodząc do „wniosku, że późniejsze jego czyny bojowe nie równoważą dostatecznie fatalnej decyzji, powziętej nad Bugiem w nocy z 9 na 10 września 1939”.

## Ordery i odznaczenia
- Krzyż Złoty Orderu Virtuti Militari nr 100
- Krzyż Srebrny Orderu Virtuti Militari nr 8793[19]
- Medal Niepodległości (23 grudnia 1933)[20][21]
- Krzyż Pamiątkowy Monte Cassino nr 16237[22]